# Bentley S2
La Bentley S2 est une voiture de grand luxe fabriqué par le constructeur automobile britannique Bentley entre 1959 et 1962. Successeur de la S1, elle se distinguait par l’adoption du moteur V8 de la série L, fruit de la collaboration entre Rolls-Royce et Bentley, ainsi que par un système de climatisation perfectionné, rendu possible grâce à la puissance supérieure de cette nouvelle mécanique. La direction assistée figurait désormais de série, tandis que l’habitacle bénéficiait d’un tableau de bord redessiné et d’un volant inédit. Toutefois, certaines S2 des premiers mois de production conservèrent l’ancien instrumentation de la S1.
Une édition Continental hautes performances dérivée du S2 a également été produite.
Entre 1959 et 1962, furent assemblés 1 863 châssis de l’automobile S2 standard, auxquels s’ajoutèrent 57 exemplaires dotés d’un empattement allongé. La quasi-totalité de ces véhicules reçurent une carrosserie d’usine conforme au modèle ordinaire. Toutefois, une poignée d’entre eux furent habillés par des carrossiers renommés, tels Park Ward, Hooper, H. J. Mulliner & Co. et James Young.

## S2
Annoncée au commencement d'octobre 1959, la S2 se distinguait de sa devancière, la S1, par l'adoption du nouveau moteur V8 en aluminium de la série L, fruit de la collaboration entre Rolls-Royce et Bentley, également employé par la Rolls-Royce Silver Cloud II. D'une cylindrée de 6,2 litres (soit 6 230 cm³, ou 380 pouces cubes), cette mécanique, plus moderne et performante, conférait à l'automobile des qualités dynamiques sensiblement accrues par rapport à l'ancien propulseur six cylindres en ligne.
Comme annoncé dans le Times, vendredi 2 octobre 1959 : « Le bloc-cylindres et les culasses sont en alliage d'aluminium et les soupapes en tête sont actionnées par des poussoirs hydrauliques. Le moteur a un taux de compression de 8 pour 1 et est équipé de deux carburateurs avec starter automatique. »
« Parmi les autres caractéristiques disponibles, citons la transmission entièrement automatique, la direction assistée, la commande électrique de la suspension, la climatisation redessinée et plus souple, les désembueurs électriques de la lunette arrière et les lève-vitres à bouton-poussoir. »
Parmi les 1 863 exemplaires du modèle S2 standard fabriqués, quinze furent pourvus d’une carrosserie en coupé cabriolet réalisée par H. J. Mulliner & Co. Quant aux 57 véhicules à empattement long, cinq reçurent une carrosserie conçue par James Young, tandis qu’un unique exemplaire fut équipé d’un break de plaisance, œuvre de Wendler, sous la désignation Mercedes-Bentley. 

## S2 Continental
Le châssis « S2 Continental » fut doté de propulseurs plus puissants et d’un engrenage surélevé, adapté à une carrosserie allégée. Sa production, limitée à 388 unités, fut confiée aux mêmes artisans-carrossiers que ceux ayant œuvré sur le modèle standard du S2.

## Galerie

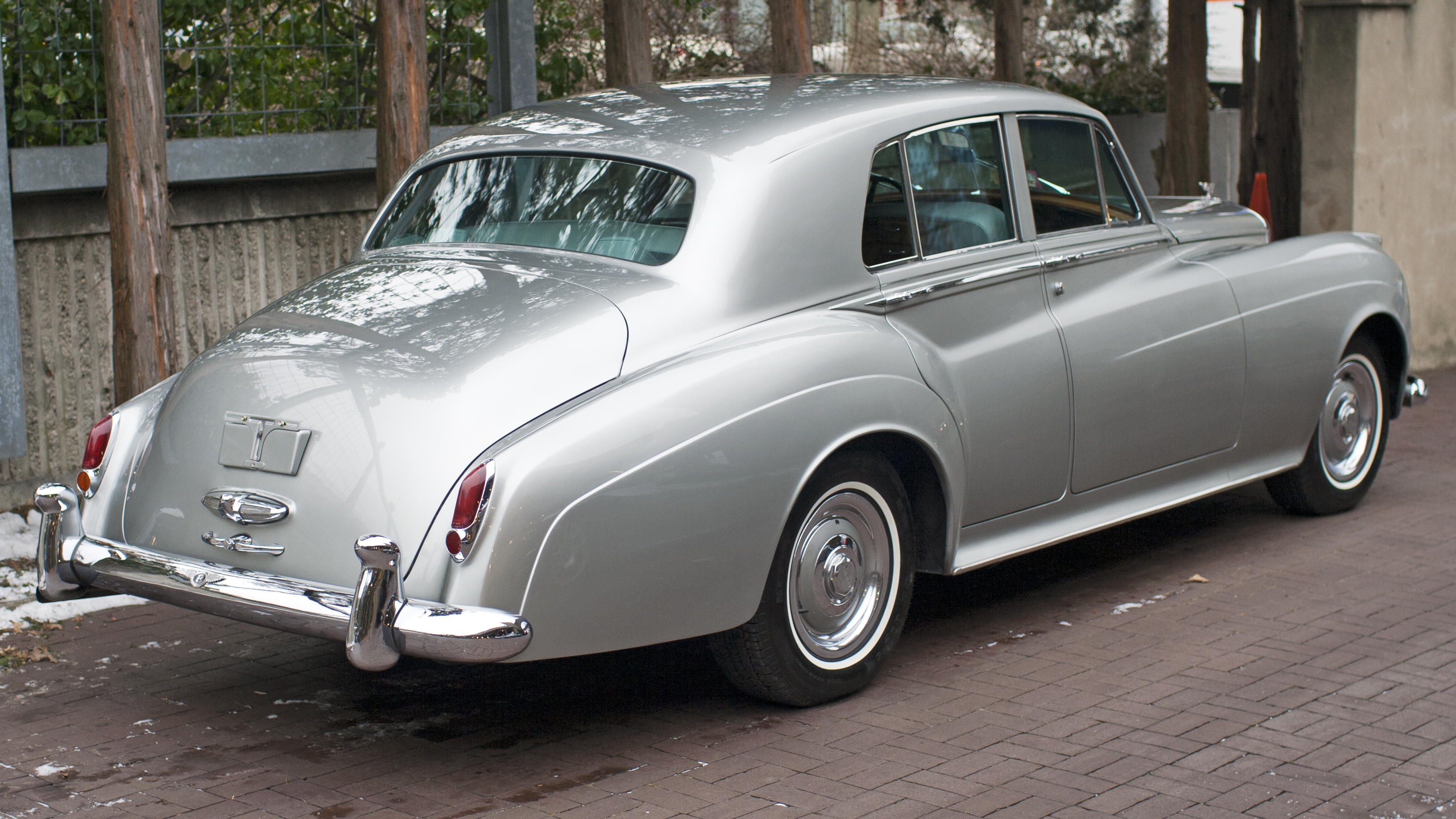
Bentley S2 berline standard vue arrière
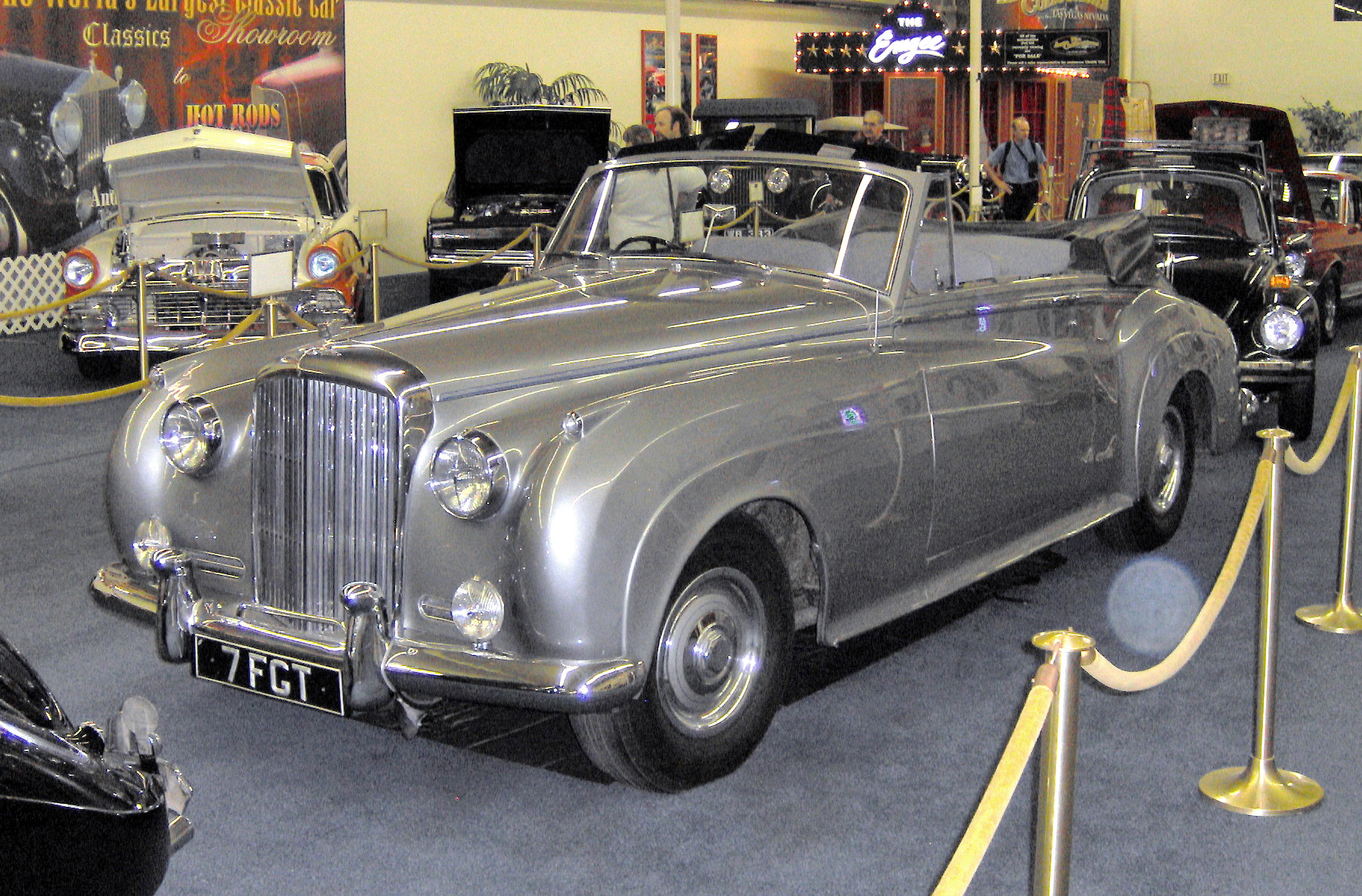
Bentley S2  coupé décapotable par H. J. Mulliner 1962
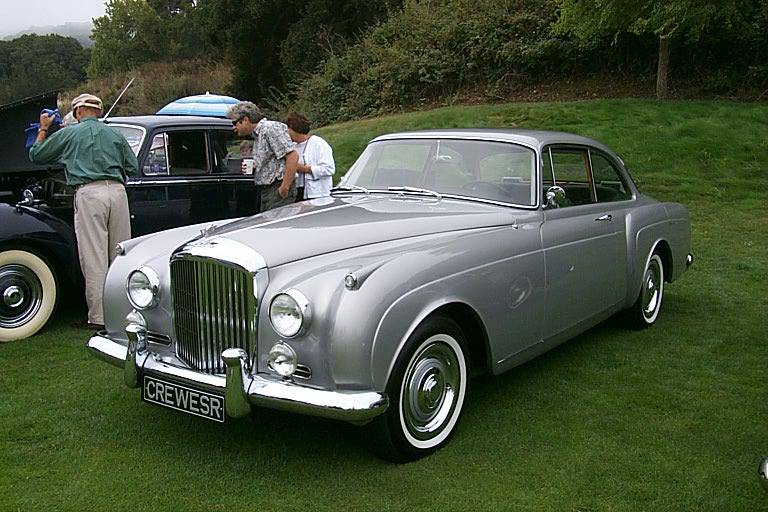
Bentley Continental S2 berline 2 portes par HJ Mulliner
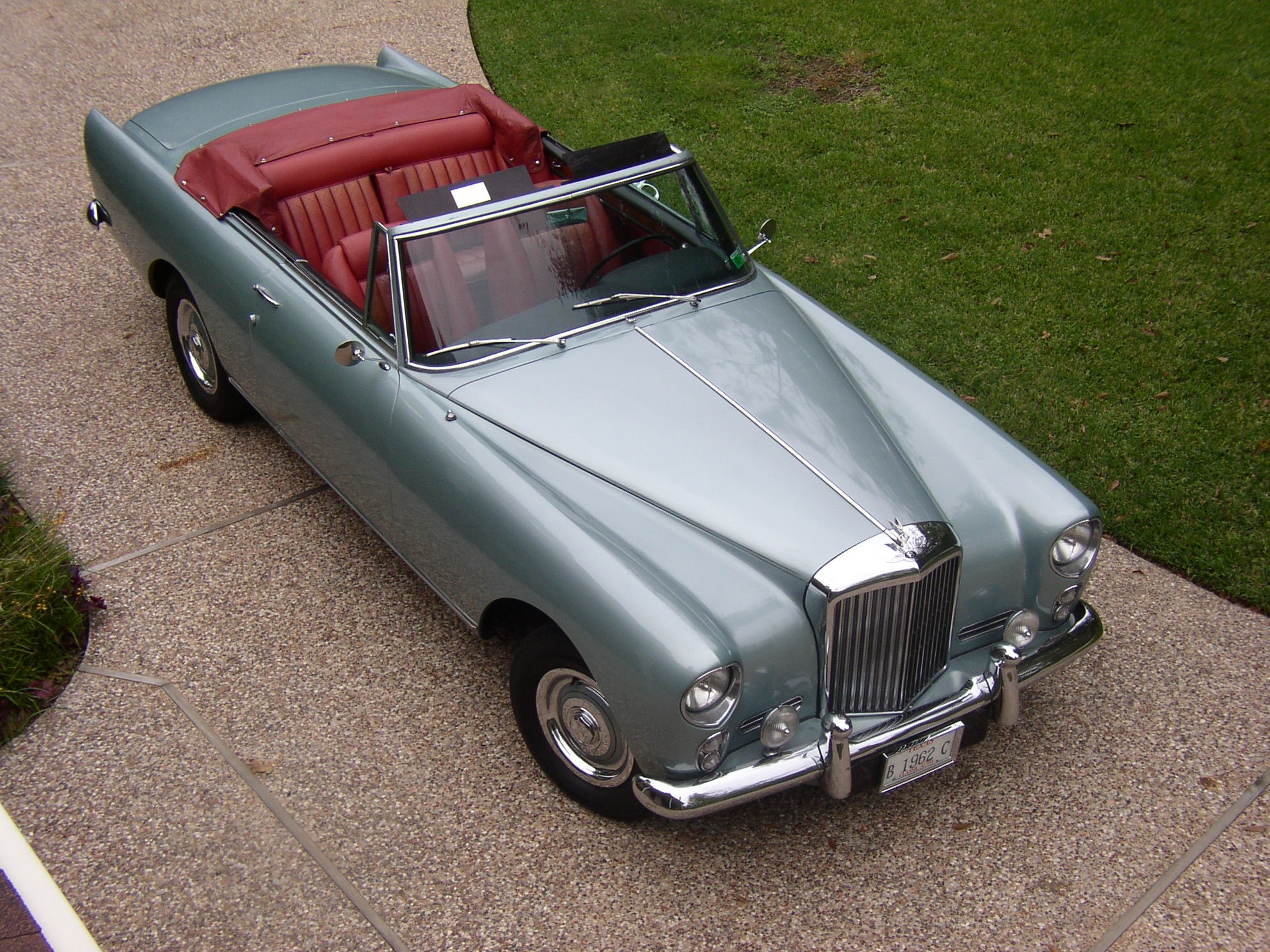
Bentley Continental S2 cabriolet  par Park Ward 1962
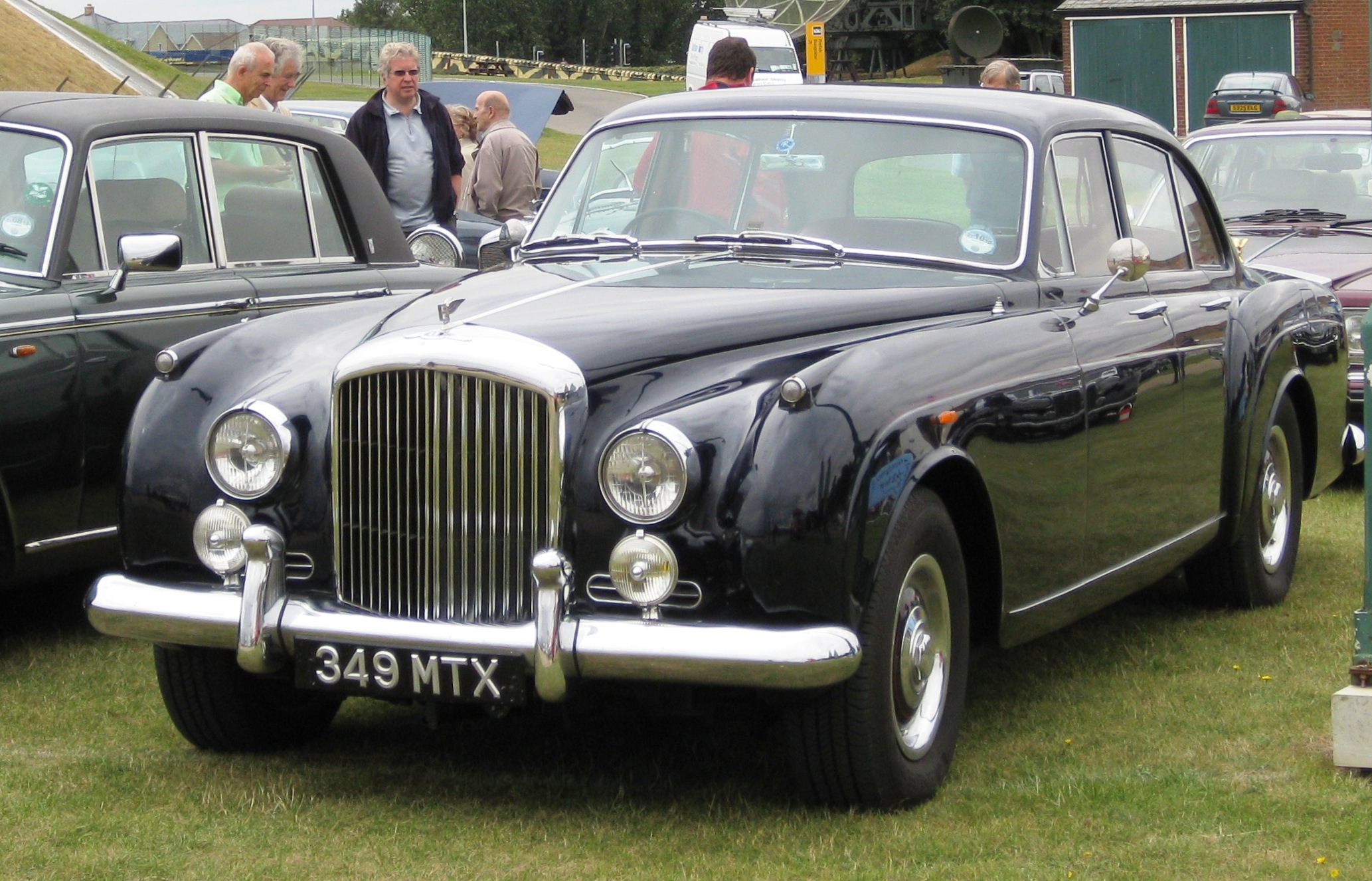
Bentley Continental S2 berline 4 portes Éperon volant 1961 par HJ Mulliner
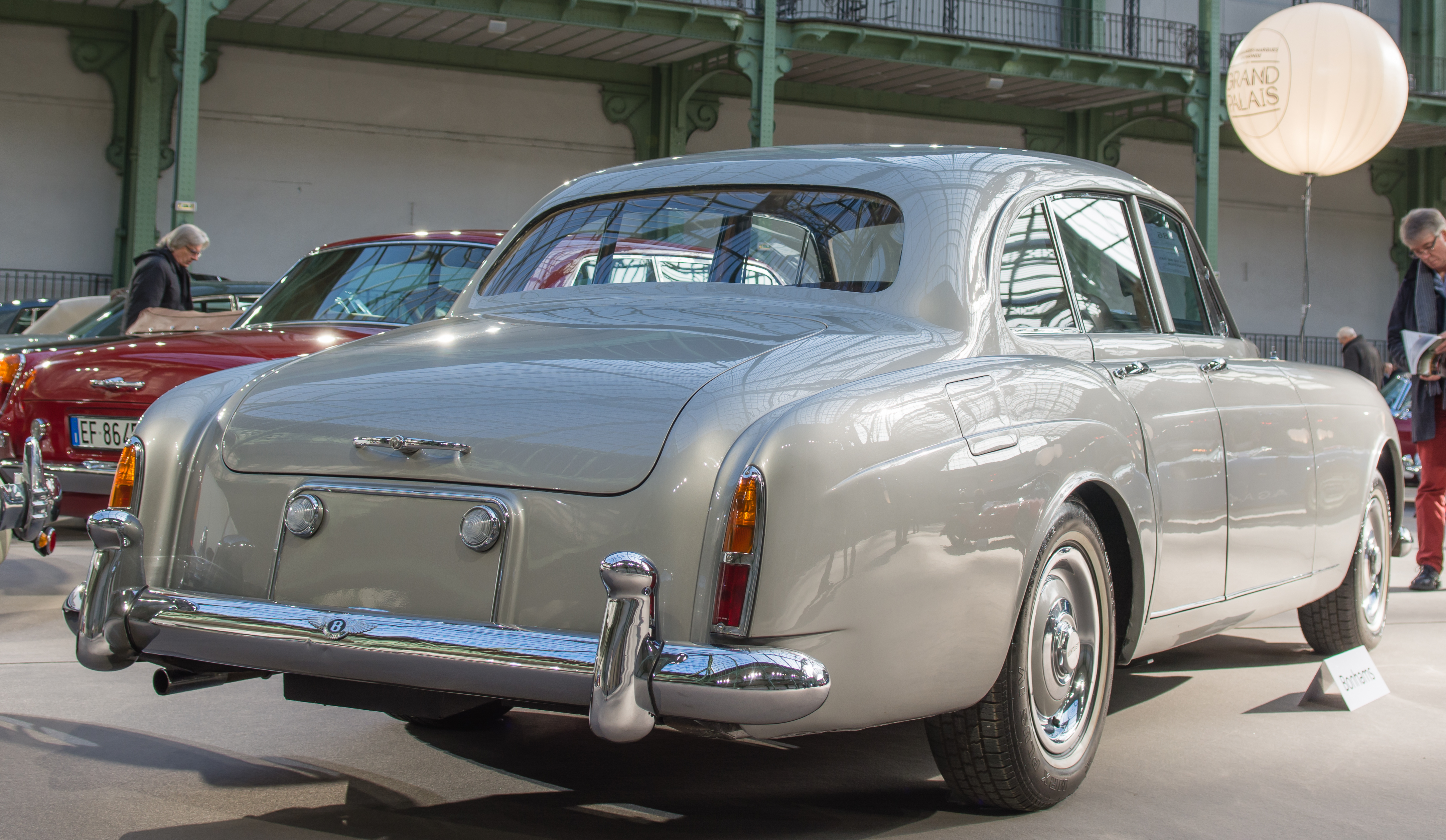
Bentley Continental S2 berline 4 portes Flying Spur 1959 par HJ Mulliner
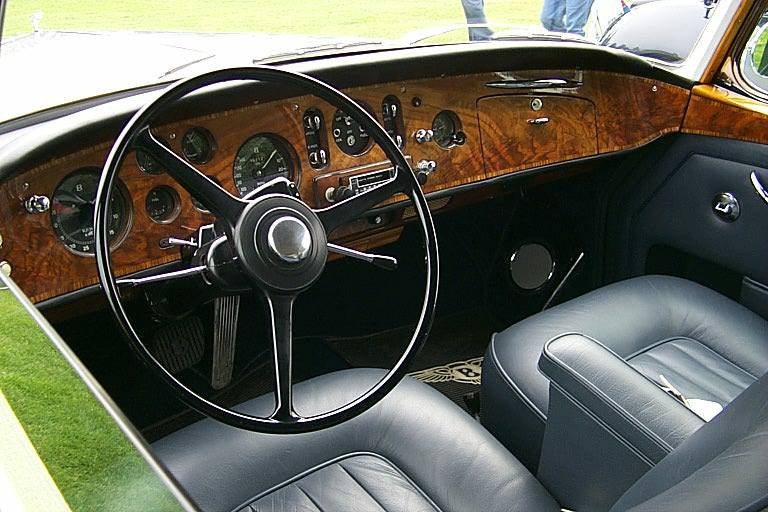
Intérieur de la Bentley Continental S2
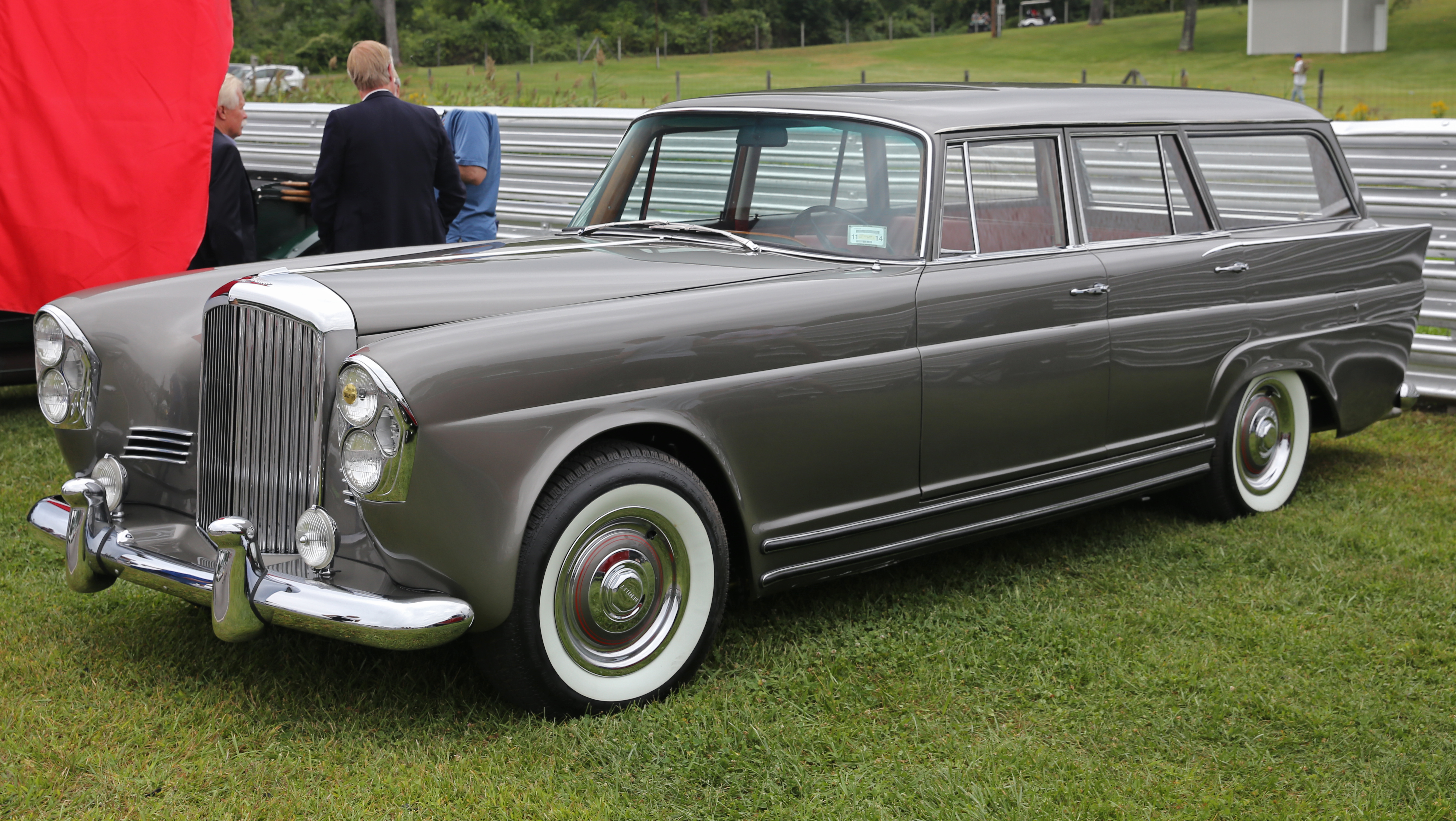
Bentley S2 Shooting Brake de 1960 par Wendler